# Gabriel Özkan
Gabriel Özkan (Stoccolma, 23 maggio 1986) è un ex calciatore svedese, di ruolo centrocampista.

## Carriera

### Club
L'AIK lo prelevò nel 2006 dal Brommapojkarna, tuttavia la sua carriera è stata segnata da numerosi infortuni che ne hanno limitato anche le presenze in campo.

### Nazionale
Ha partecipato al campionato europeo Under-21 2009.

## Palmarès
- Campionato svedese: 1

AIK: 2009
- Coppa di Svezia: 1

AIK: 2009
- Supercoppa di Svezia: 1

AIK: 2010